# Виляверде дел Рио
Виляверде дел Рио (на испански: Villaverde del Río) е населено място и община в Испания. Намира се в провинция Севиля, в състава на автономната област Андалусия. Общината влиза в състава на района (комарка) Вега дел Гуадалкивир. Заема площ от 41 km². Населението му е 7447 души (по преброяване от 2010 г.). Разстоянието до административния център на провинцията е 30 km.

## Демография
| 1996 | 1998 | 1999 | 2000 | 2001 | 2002 | 2003 | 2004 | 2005 | 2006 |
| ---- | ---- | ---- | ---- | ---- | ---- | ---- | ---- | ---- | ---- |
| 6669 | 6633 | 6598 | 6632 | 6532 | 6515 | 6555 | 6631 | 6685 | 6780 |